# Parque nacional del Manu
El parque nacional del Manu es un espacio natural protegido localizado en el sureste del Perú, ubicado parcialmente en los departamentos de Madre de Dios y Cuzco, entre las provincias del Manu y Paucartambo. Con un área de 1 909 806 ha, se divide en 3 grandes zonas: el parque nacional con 1 716 295 ha, el área reservada y la zona de amortiguamiento.
Se extiende desde los 300 m s. n. m., en la confluencia del río Manu con el río Madre de Dios, hasta más de 4000 m s. n. m. en la cumbre de la montaña Apu Kañaqway. Una cierta tradición oral afirma que en las zonas vírgenes de esta reserva se halla el Paititi o ciudad perdida de los incas.
En 1968 se declaró el área como reserva nacional y posteriormente el parque nacional del Manu fue establecido el 29 de mayo de 1973, mediante el Decreto Supremo n.º 0644-73-AG. El 14 de julio de 2002, la superficie del parque fue ampliada a través del Decreto Supremo n.º 045-2002-AG.
En 1977 la Unesco reconoció al parque como reserva de biósfera y en 1987 lo declaró Patrimonio Natural de la Humanidad.

## Etimología y etnohistoria
El nombre Manu es un sustantivo en lengua araona que significa 'río'. Araona es una lengua de la familia pano-tacana emparentada con el ese-eja de la cuenca de Madre de Dios. Este dato está consignado entre otros por el padre Armentia (Navegación del Madre de Dios. Viaje del padre Nicolás de Armentia; La Paz, 1896) y coincide con lo que se conoce de toponimias del oriente peruano y boliviano. Nombres como Tahuamanu, Tacuatimanu, Pariamanu en Madre de Dios, y Manoa (en la acepción de 'río lodoso') en Contamana, así lo prueban.
En el ámbito del parque nacional del Manu, en esta época, no hay hablantes tradicionales aranoa ni de ese-eja. Aunque sí de machiguenga. Esto debe entenderse como un proceso de migración y ocupación territorial reciente de núcleos familiares machiguenga ascendiendo por el corredor Camisea-Mishagua-Serjali y bajando luego por el curso superior del Manu, ruta que se conoce como Istmo de Fitzcarrald. El proceso de poblamiento fue posterior a la casi desaparición de los araona por obra de los caucheros bolivianos y peruanos. Las actuales comunidades machiguenga de Palotoa, Yomibato, Tayacome y Shipetiari, son núcleos recientes de grupos itinerantes hasta fines del siglo XX inclusive.
La presencia de comunidades Yine tiene aproximadamente la misma explicación. En cuanto a otros grupos étnicos, se trata de kirinieri y nanti, también en proceso de colonización, aunque en fase reciente, todavía con comportamiento itinerante.

## Historia

### Incaica y colonial
En la reserva de biósfera del Manu, existen testimonios de antiguas culturas como los petroglifos de Pusharo, un conjunto de grabados de los que aún no se ha podido explicar su origen y significado, que fueron reportados por primera vez por el padre Vicente de Cenytagoya en 1921 y están ubicados en la margen derecha el río Shinkibenia, afluente del río Palotoa; otros petroglifos se encuentran en el río Q'eros, sobre el gran peñasco Xinkiori, legendario para los huachipaeris. De igual manera se tiene conocimiento de un sitio arqueológico en la zona de Mameria, ubicado en las cabeceras del río Piñi Piñi y el Alto Tono.
La zona del Manu tiene una historia marcada por la llegada de gente foránea, desde los tiempos del imperio de los incas en que el inca Pachacútec y Túpac Yupanqui anexaron esta zona a su imperio, hasta la llegada de los españoles que poco tiempo después de la invasión del Cuzco fundaron el pueblo de Paucartambo, lugar donde establecieron haciendas y encomiendas y donde además al rey Carlos III de España ordenó la construcción de un puente para facilitar el comercio de los productos de la zona; fue así como este valle empezó a abastecer al Cuzco de productos como coca, azúcar, algodón, ají, madera y otros.
En marzo de 1567, el español Juan Álvarez Maldonado, a cargo de la provincia de Mojos, emprendió un viaje de treinta y siete días para hacer la primera expedición desde Paucartambo hasta la actual localidad de Pillcopata. En mayo del mismo año, Manuel de Escobar montó una segunda expedición que siguió el curso del río Madre de Dios hasta el río Manu.

### Republicana
En 1861, el coronel Faustino Maldonado emprendió una nueva expedición desde Paucartambo hacia el río Madre de Dios. Fue en honor a él que 30 años después, el barón del caucho, Carlos Fitzcarrald, bautizaría la desembocadura del río Tambopata como Puerto Maldonado, actual capital del departamento de Madre de Dios.
En la selva baja, las poblaciones indígenas se vieron afectadas por las actividades extractivas a fines del siglo XIX, la explotación del caucho marcó el inicio de intrépidas empresas como la de Fitzcarrald, uno de los caucheros más famosos de su época. No obstante, la zona del Manu fue parcialmente explotada. Las actividades del caucho cesaron en los años veinte cuando el recurso, (incapaz de reponerse a la explotación intensiva y a la competencia de los prósperos y menos costosos cultivos en el continente asiático) empezó a disminuir.
Entre los años cincuenta y sesenta, la construcción del tramo final de la carretera (que hoy se conoce como vía Interoceánica sur) dio inicio a la extracción maderera de cedro y de caoba, el trabajo de haciendas y posteriormente la extracción de pieles finas (otorongo, tigrillo y lobos de río). Más recientes son las actividades de exploración petrolera. En tanto, en la zona andina, las actividades agrícolas se vieron afectadas por la reforma agraria iniciada en 1969.
A partir del siglo XX, la presencia religiosa se hizo más significativa. En 1902 los padres dominicos fundaron su primera misión en Asunción. En 1908 instalaron el segundo puesto misional, San Luis del Manu, en la desembocadura del río Manu; luego de abandonar ésta se establecieron en la misión del río Palotoa (en la zona del Pantiacolla), la que luego de haber sido arrasada por una inundación se ubicó definitivamente en Shintuya en 1958.

### Creación
En 1963 se fundó el bosque nacional del Manu. A sugerencia de Flavio Bazán y de Paul Pierret, experto de la FAO (Organización de las Naciones Unidas para la Alimentación y la Agricultura), en 1965, fue propuesto crear allí un parque nacional. La importancia del lugar fue confirmada por el informe de 1966 del asesor británico Ian Grimwood. En 1968 se declaró el área como reserva nacional y posteriormente, el parque nacional del Manu fue establecido el 29 de mayo de 1973, mediante el Decreto Supremo 0644-73-AG, con la finalidad de preservar su patrimonio natural y cultural en beneficio de las generaciones presentes y futuras; esa misma finalidad determinó para el reconocimiento por la Unesco de la reserva de la biósfera del Manu que hoy abarca un territorio de 1 881 200 ha en las provincias de Paucartambo en el Cuzco y Manu en Madre de Dios. Sus límites se trazaron aplicando el principio de los límites naturales y el dominio de cuencas. Sin embargo, el límite del parque en el mismo río Manu tuvo que detenerse en la confluencia con el río Panagua debido a que existía una exploración petrolera.

## Distribución

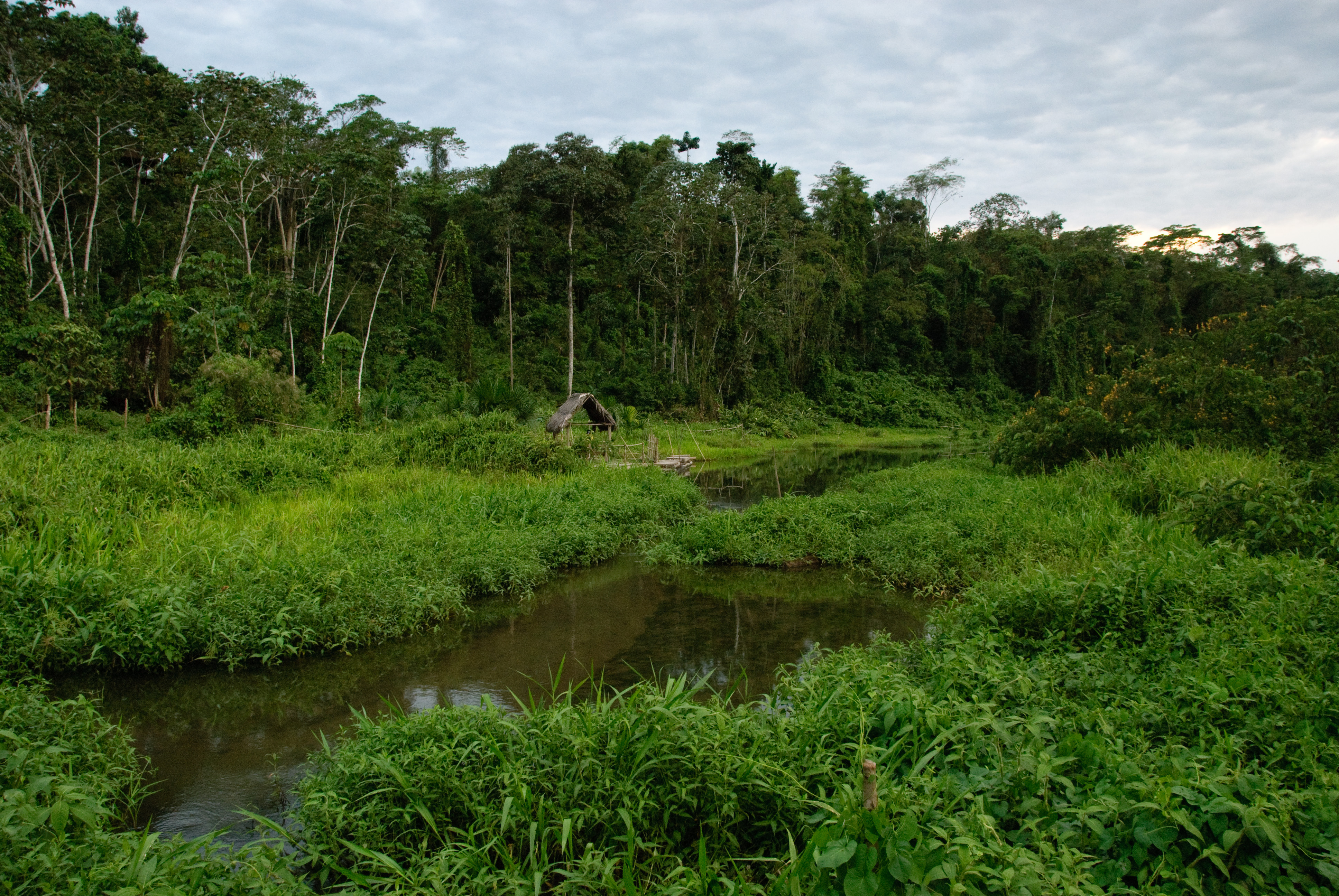
Cocha en el parque nacional

- La zona núcleo o parque nacional del Manu

Está destinada a la protección y solo se permiten actividades de investigación antropológica y biológica, limitadas a la observación de la vida y los procesos ecológicos en su estado natural; en el parque se encuentra la Estación Biológica de Cocha Cashu, uno de los más importantes centros de investigación de los bosques tropicales. El lugar es intangible y para visitarlo hay que tener una autorización especial.
- La zona reservada del Manu

Se ubica en la parte baja del río Manu. En esta área, están permitidas las actividades turísticas (organizadas por las agencias autorizadas) y la investigación con mínima manipulación. Es posible observar una gran riqueza paisajística y natural por la gran cantidad de flora y fauna visibles desde los ríos y las cochas (meandros del río que se cierran y quedan aislados del cauce principal, formando lagunas que mantienen una gran riqueza de fauna). Las visitas están controladas. Se extiende desde la quebrada del río Panagua hasta Boca Manu.
- La zona de amortiguamiento o zona cultural

Está conformada por la ribera del río Madre de Dios y los territorios altoandinos que bordean la parte sur de la reserva, entre la línea divisoria del parque nacional y el río Mapacho. En esta zona predominan las poblaciones de colonos que desarrollan actividades agrícolas, pecuarias y forestales y que cuentan con servicios básicos de salud, educación y desarrollo, aunque de manera incipiente. 
Alrededor de la reserva de biósfera del Manu, existen otras áreas como la reserva territorial Kugapakori, Nahua, Nanti y otros, el santuario nacional Megantoni y la reserva comunal Amarakaeri; estos territorios y los de la cuenca del río Mapacho, además de la ampliación de la actual zona cultural (que luego se llamaría Zona de Uso Múltiple Andina y Amazónica) están considerados dentro de los estudios y propuestas para integrarlos a la reserva de biósfera del Manu.

## Geografía

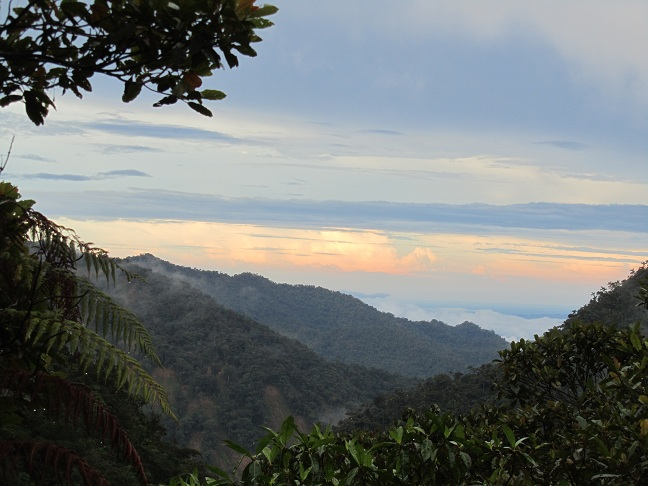
Bosque nublado en el parque nacional

En su vasto territorio, desde las altas punas a 3500 m, cubiertas de pasto, donde el aire seco y las temperaturas varían según se esté al sol o bajo la sombra, y dependiendo de los meses alcanzando –9 °C hasta 22 °C entre los meses de septiembre y abril, y la época de lluvias nieve o granizo entre octubre y abril; se desciende por una extensa franja de transición denominada matorral boscoso que desciende hasta aproximadamente los 2600 m s. n. m. desde donde la vegetación va formando un bosque, zona en la que hasta la fecha se han identificado alrededor de 450 especies de plantas y donde la precipitación pluvial puede alcanzar entre 500 y 1000 mm.
Los bosques Montano bajo se desarrollan entre los 2200 y 1650 m; hallándose árboles de hasta 25 m de altura cubiertos de familias orquídeas y helechos crecen sobre las paredes de los profundos precipicios. Entre ellos se pueden encontrar aráceas de amplias hojas así como helechos arbóreos que caracterizan el lugar, en estos bosques cubiertos de neblina, existe un clima frío y un paisaje entre sombras y penumbras constantemente húmedo.
El bosque Montano lluvioso, también conocido como bosque de nubes, entre los 600 m s. n. m. y los 1650 m en la niebla, es constante cubrir espléndido paisaje lleno de vegetación, aquí existen árboles hasta de 30 m de altura que están invadidos de orquídeas y helechos, formando un denso bosque interrumpido solamente por pequeños riachos y cascadas que nacen y se pierde entre la vegetación. En la actualidad, se estima que esta zona contiene no menos de doscientas diferentes especies de árboles con una densidad que puede superar las setecientas por hectárea. Aquí la temperatura varía entre 20 y 25 °C pudiendo bajar por las noches a 16 o 18 °C. 

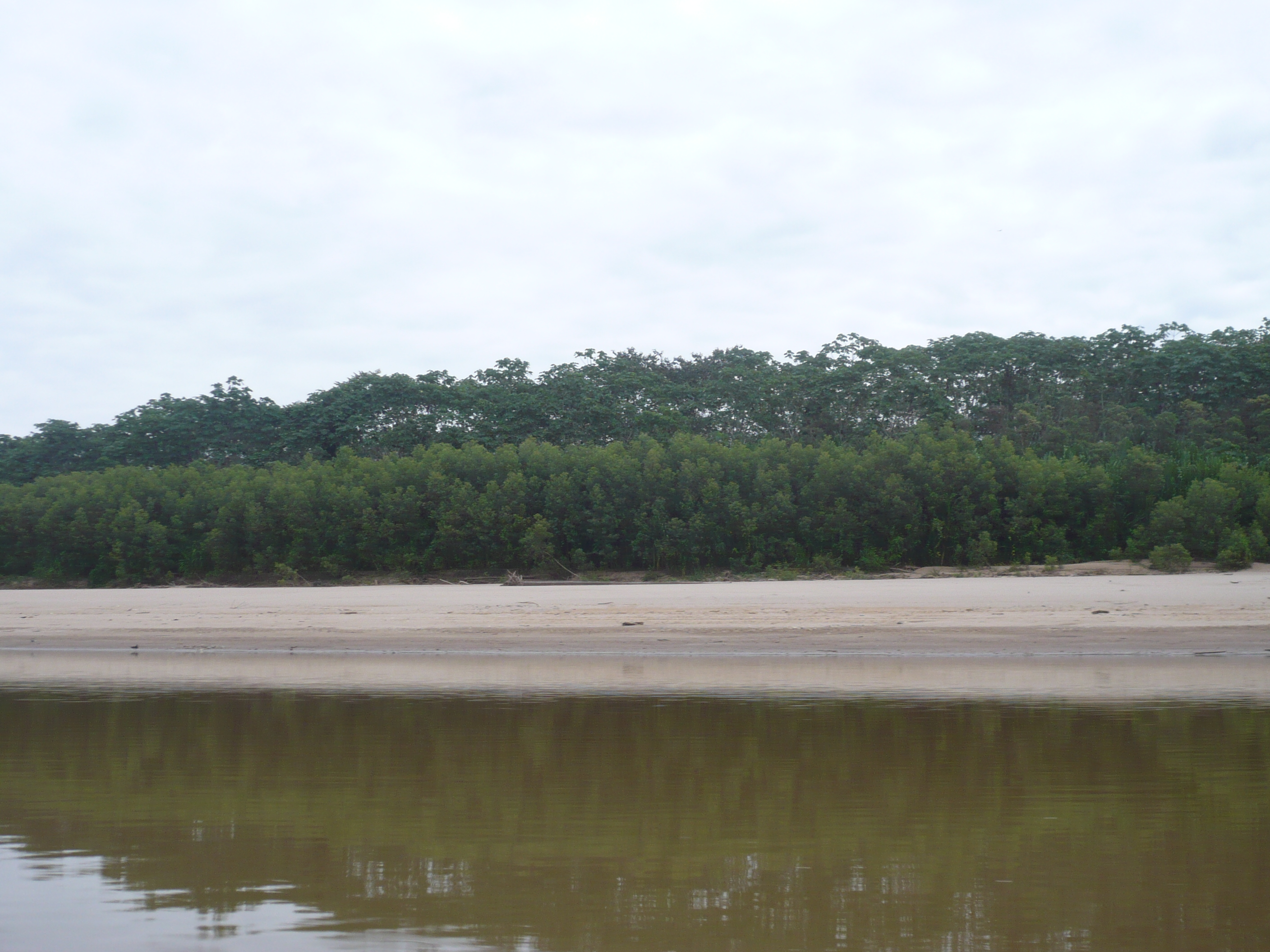
Río Manu

El bosque húmedo tropical o también llamado selva baja se extiende sobre el gran llano amazónico, desde los 300 hasta los 600 m. Este es sin duda el paisaje más representativo y extenso de la reserva. Aquí, en la zona del serpenteante río Manu, los árboles presentan una altura gigantesca; sobre las altas copas de éstos, algunas especies de árboles pueden llegar a emerger, como el shihuahuaco (Dipteryx micrantha) y la lupuna (Ceiba pentandra).
El parque está ubicado en las provincias de Manu y Paucartambo (departamentos de Madre de Dios y Cusco, respectivamente), abarcando las laderas orientales de los Andes en la Amazonía peruana. Los límites al norte son la cuenca que separa las cuencas de captación de Manu y los ríos de las Piedras (72°1′ O, 11°17′ S), a la zona donde el sur de la carretera de Paucartambo en el noroeste se convierte en Tres Cruces (71°30′ O, 13°11′ S), al este de la región en la margen izquierda del Alto Madre de Dios del río hasta el río Pilcopata, departamento del Cusco (71°10′ O, 12°18′ S), y para al oeste de la cuenca que separa las cuencas de captación de los ríos Manu y Camisea, también el límite entre los departamentos de Cusco y Madre de Dios (72°22′ O, 11°45′ S).
En el parque, existen poblaciones humanas de nativos amazónicos pertenecientes a diferentes etnias que la habitan desde tiempos inmemoriales, cuyo número se calcula en unos mil indígenas.[cita requerida] Sin embargo, también existe una población quechua de aproximadamente doscientas personas en la zona de Callanga.

## Clima
Las condiciones climáticas del PNM son altamente variables. El clima es generalmente muy lluvioso y las precipitaciones varían según la altitud. En la zona sur (que es la más alta), se registra de 1500 a 2000 mm anuales. En el sector medio, se incrementa de 3000 a 3500 mm. El registro más alto se alcanza en el sector noroeste con más de 8000 mm.
En la época seca, de mayo a septiembre, las precipitaciones disminuyen y la temperatura  desciende. El régimen térmico también es muy variable, ya que la zona amazónica es cálida, con una temperatura media anual de 25.6 °C, y la zona andina es fría con una temperatura media anual de 8 °C.

## Flora y fauna

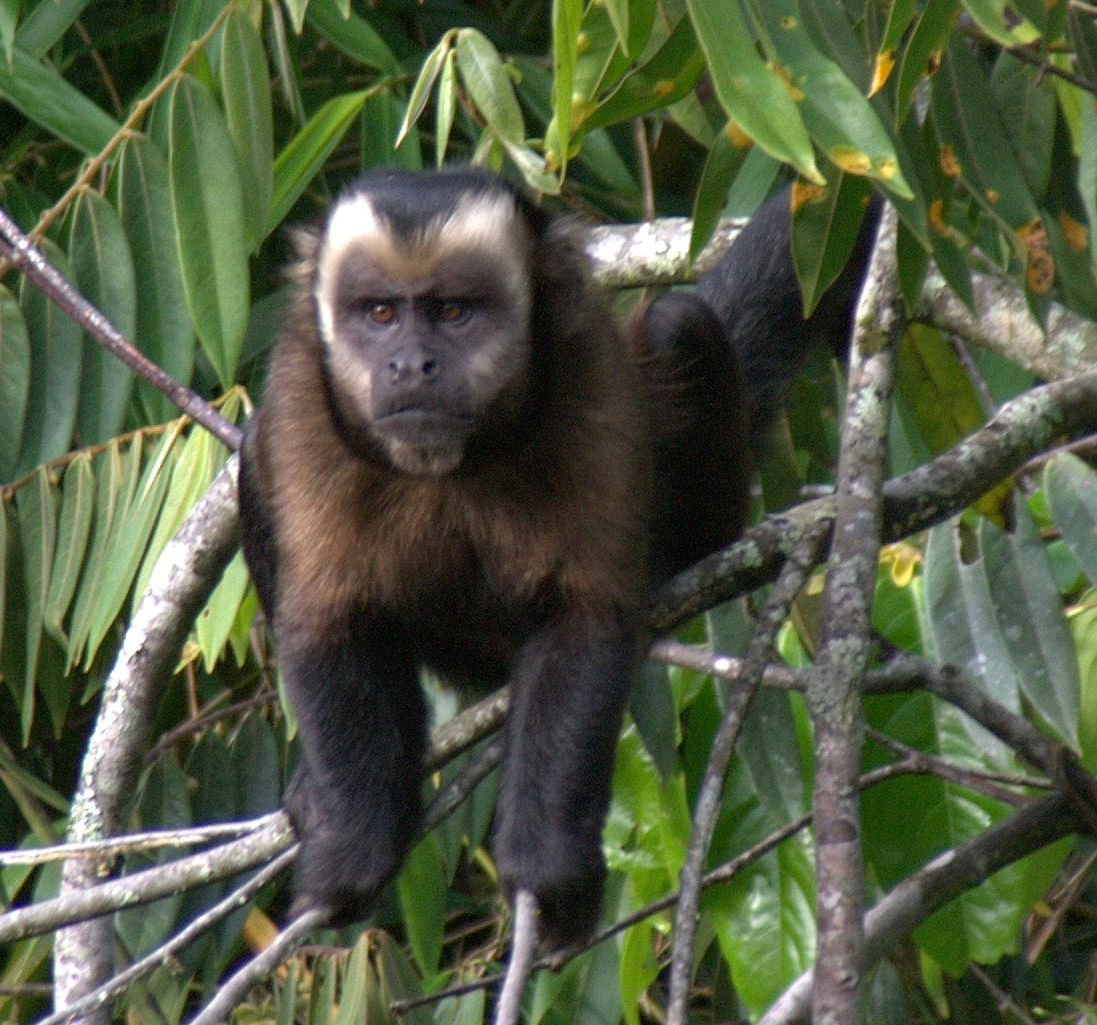
Machín negro (Sapajus macrocephalus) en el parque

Es una de las regiones más biodiversas del mundo. En el Manu, es posible encontrar toda la variedad de pisos ecológicos que existen en la Amazonía y esto la hace una de las áreas protegidas más apreciadas. En una sola hectárea, se han llegado a encontrar hasta doscientas cincuenta especies de árboles. En la reserva de la biósfera de Manu, se han registrado 223 especies de mamíferos y 1005 de aves. También tiene el récord mundial de diversidad de especies de anfibios (155) y reptiles (132) para un área protegida.
En el parque, se pueden encontrar mamíferos, tales como el otorongo, el yaguarundi, la sachavaca, la huangana, el sajino, el venado, el venado cenizo, el lobo de río, el ronsoco, el coto mono, el maquisapa negro, mono choro, el mono machín blanco, el mono machín negro, entre otros.
En cuanto a especies de insectos, se calcula que existen en esta región cerca de treinta millones. En particular, se registraron más de 1300 especies de mariposas, 650 de escarabajos, 136 especies de libélulas y más de 300 especies de hormigas.
Con respecto a la flora de la localidad, podemos encontrar especies como el cedro, el cético, el tornillo, la castaña, la lupuna y el jebe. 

## Importancia del turismo
El parque nacional del Manu es de vital importancia para la comunidad, ya que genera un espacio laboral para la población donde da beneficios directos e indirectos de forma económica y social. En el caso del parque nacional del Manu, entre las actividades que se pueden realizar, podemos encontrar acampar en la cuenca baja del río Manu (existen cinco zonas de campamento), además de visitar tres miradores o espigones, una torre metálica de dieciocho metros de altura en cocha otorongo, desde la cual puedes ver el enorme horizonte verde del parque. También puedes hacer senderismo, navegar por los ríos y riachuelos para apreciar la rica diversidad de especies de animales, además de realizar avistamiento de aves. La Ruta del Manu es una de las más famosas del mundo, por la gran diversidad de aves que puedes encontrar.
El turismo que se realiza en el PN del Manu es un turismo de naturaleza, en la cual el turista se deja llevar por la naturaleza y las culturas. Asimismo, la motivación del mismo se encuentra prevista por la diversidad de flora y fauna. También de práctica el turismo de desarrollo sostenible en el PN del Manu, y esto, con la finalidad de buscar un equilibrio entre la conservación de la biodiversidad y el bienestar de la población. De tal forma, su cuidado está dispuesta por una política ambiental, en cuál la comunidad y los visitantes tienen que estar concientizados. 
El parque nacional del Manu es visitado anualmente por cerca de 2500 turistas, de los cuales el 85 % son extranjeros, por tratarse de un turismo especializado que genera un alto costo, afirmó el jefe del Servicio Nacional de Áreas Naturales Protegidas por el Estado (SERNANP), Pedro Gamboa.